# Матфей Камариот
Матфей Камариот (греч. Ματθαίος Καμαριώτης); конец XIV века — 1490) — греческий учёный эпохи Возрождения из Салоник.

## Биография
Родился в Фессалонике. Сын священника.
Поселился в Константинополе за несколько лет до захвата города турками в 1453 году, где стал учеником Геннадия Схолария, которому посвятил свой перевод и комментарий из De Ente и других трудов Фомы Аквинского. В Константинополе он преподавал философию. Во время падения Константинополя в конце мая 1453 года потерял отца и многих членов своей семьи.
После назначения Геннадия Схолария Константинопольским Патриархом 6 января 1454 года была создана патриархальная школа, в которой М. Камариотис стал великим ритором (μέγας ῤήτωρ). В 1466 году он вернулся в Фессалонику.
Из письма Ианоса Ласкариса к Димитрию Халкокондилу известно, что М. Камариотис умер в 1490 году, «к зимнему солнцестоянию» («περὶ τροπὰς τὰς χειμερινάς»).
Между 1453 и 1455 годами учёный составил два дискурса, оспаривающих трактат Плифона «О судьбе». Он также является автором «Похвалы Трём Иерархам» (Василий Кесарийский, Григорий Богослов и Иоанн Златоуст). Его краткая история Константинополя воспроизводится в Turco-Græciæ libri octo , исторической работе Мартина Крусиуса (стр. 76-79).
Был одним из основателей в 1454 году и первым руководителем Патриаршей академии, старейшей и самой престижной греческой православной школы в захваченном османами в 1453 году Константинополе. Преподавал философию и грамматику, включая его преемника на посту руководителя этой школы, Мануила Коринтия.

## Избранные социнения
- Συνοπτική παράδοσις της ρηρορικής
- Σύνοψις εκ της ρητορικής Ερμογένους
- Λόγοι δύο προς Πλήθωνα περί Ειμαρμένης
- Εξήγησης εις τα επιστολάς Συνεσίου
- Ρητορικά Γυμνάσματα
- Εγκώμιον εις τους τρεις ιεράρχες
- Εξήγησις του συμβόλου της πίστεως
- Στίχοι ιαμβικοί
- Επιστολαί